# Cálculo renal
Calculose renal, conhecida vulgarmente por pedra no rim, é a presença no trato urinário de um cálculo formado a partir de sais minerais presentes na urina. Os cálculos renais formam-se no rim e são geralmente expelidos do corpo na urina. Os cálculos de pequena dimensão podem passar pelo trato urinário sem causar sintomas. No entanto, quando um cálculo cresce mais do que 5 mm pode causar o bloqueio da uretra, provocando dor intensa na parte inferior e posterior do abdómen. A presença de um cálculo pode também causar sangue na urina, vómitos ou dor ao urinar. Cerca de metade das pessoas com episódios de calculose renal apresenta um novo episódio no prazo de dez anos.
A formação de maior parte dos cálculos tem origem numa combinação de fatores genéticos e ambientais. Entre os fatores de risco estão a quantidade excessiva de cálcio na urina, obesidade, determinados alimentos, alguns medicamentos, suplementos de cálcio, hiperparatiroidismo, gota e não ingerir líquidos em quantidade suficiente. Os cálculos formam-se no rim quando existem elevadas concentrações de minerais na urina. O diagnóstico baseia-se geralmente nos sinais e sintomas, análises à urina e exames imagiológicos. Em alguns casos podem ser realizadas análises ao sangue. Os cálculos podem ser classificados de acordo com a sua localização: nefrolitíase (no rim), uretrolitíase (na uretra), cistolitíase (na bexiga); ou em função da sua composição química (oxalato de cálcio, ácido úrico, estruvite, cistina).
Em pessoas com antecedentes de cálculos renais, a prevenção consiste em beber líquidos de forma a produzir mais de dois litros de urina por dia. Quando isto não é suficientemente eficaz, podem ser administrados tiazida, citrato ou alopurinol. Recomenda-se que sejam evitados os refrigerantes que contenham ácido fosfórico, como as bebidas de cola. Quando um cálculo não causa sintomas, não é necessário tratamento. Quando causa sintomas, geralmente a primeira medida é a administração de analgésicos como anti-inflamatórios não esteroides ou opioides. Para auxiliar a passagem de cálculos de maior dimensão podem ser administrados medicamentos como a tamsulosina ou realizadas intervenções como a litotripsia, ureteroscopia ou nefrolitotomia percutânea.
Em todo o mundo, entre 1% e 15% das pessoas são afetadas por um cálculo renal pelo menos uma vez na vida. Em 2015 ocorreram 22,1 milhões de casos, responsáveis por cerca de 16 100 mortes. Desde a década de 1970 que a condição se tem tornado cada vez mais comum no Mundo Ocidental. Geralmente afeta mais homens que mulheres. As primeiras descrições da realização de cirurgias para remover cálculos renais datam de 600 a.C.

## Causas
A urina é uma solução cuja composição é constantemente modificada através do fluxo urinário, além de conter diversas substâncias com concentrações acima do coeficiente de solubilidade, conferindo à urina a propriedade de ser uma solução mista e saturada. Normalmente os diversos solutos da urina são mantidos entre forças que dirige para a cristalização ou solubilização. A quebra desse equilíbrio no sentido da cristalização, devido alterações físico-químicas da urina, resulta na formação de cálculos.
Mesmo após a precipitação, os cristais são facilmente eliminados através do fluxo urinário constante. No entanto, quando determinados fatores favorecem a retenção e crescimento dos cristais nas vias urinárias, ocorre a formação do cálculo propriamente dito.
Conclui-se que a formação de cálculos depende da ação de fatores individuais e ambientais (infecções, distúrbios metabólicos, alterações anatômicas, baixo fluxo urinário, etc.) sobre as propriedades físico-químicas da urina, modificando tais características e favorecendo a litogênese urinária.
Alterações no estado de saturação, pH, concentração de inibidores e promotores da cristalização, favorece a litogênese. Por exemplo, a urina humana é saturada em relação ao oxalato de cálcio, porém a cristalização ocorre quando há queda do volume urinário intensificando a saturação; diminuição de inibidores da cristalização, reduzindo a solubilidade da urina e hiperexcreção de oxalato de cálcio. O entendimento da formação e crescimento dos cálculos, sob o ponto de vista das alterações físico-químicas da urina, requer o conhecimento de conceitos como saturação, nucleação, agregação, epitaxia do cristal, além do papel da matriz orgânica, inibidores da cristalização e pH urinário.

### Saturação
Depende da concentração dos diversos solutos: cálcio, magnésio, potássio, sódio, amônio, fosfato, oxalato, citrato e sulfato; bem como de suas atividades iônicas. Através da análise desses compostos pode-se calcular o estado de saturação de determinado soluto na urina: estado de sub-saturação, estado de saturação e estado de supersaturação.
O produto de solubilidade indica o limite entre a subsaturação e saturação. Níveis inferiores ao produto de solubilidade indicam uma urina subsaturada para determinado soluto, portanto, sem a ocorrência de cristalização. A elevação da concentração de um soluto, ultrapassando o valor do produto de solubilidade, indica uma solução saturada, podendo ocorrer cristalização. No entanto, a ação dos inibidores é eficaz prevenindo a formação de cálculos. Quando a concentração de um soluto ultrapassa o produto de formação, origina-se uma urina supersaturada, promoção da cristalização, ação ineficaz dos inibidores e formação de cálculos.

### Nucleação
A formação de uma urina saturada ou supersaturada propicia a nucleação de cristais, podendo esta ser homogênea ou heterogênea.
Homogênea: ocorre quando o cristal formado serve de nicho para a deposição de outros cristais semelhantes.
Heterogênea: resulta na deposição de cristais sobre um nicho constituído por macromoléculas, impurezas ou outro cristal quimicamente diferente.
Uma vez ocorrida a nucleação, a deposição de outros cristais é facilitada e não requer níveis de saturação tão elevados quanto no início do processo. O núcleo poderá crescer, agregar outros cristais ou matriz orgânica, originando o cálculo propriamente dito, ou ser eliminado sob a forma de cristalúria. A eliminação dependerá do tamanho do núcleo e das condições de retenção ou estase urinária.

### Agregação
Nessa situação, os cristais ligam-se uns aos outros formando aglomerados. Essa deposição é influenciada pela saturação e interações iônicas. Os compostos orgânicos também podem se aderir ao núcleo e facilitar a agregação de cristais.

### Epitaxia
Epitaxia é  definida como o crescimento de um cristal sobre a superfície de outro, com composição química diferente, embora apresentem uma superfície externa semelhante. Em uma solução de íons com superfície de epitaxia compatíveis, a deposição de cristais e o crescimento epitaxial ocorrem mesmo em níveis de saturação abaixo do produto de formação. Um exemplo disso é a deposição de oxalato de cálcio sobre a superfície de um cristal de ácido úrico.

### Matriz
Além dos cristais, os cálculos são formados de matriz orgânica, que constitui cerca de 2,5 a 5% do peso seco dos cálculos e se distribui envolvendo os cristais. É formada por proteínas e carboidratos.

### Inibidores
Pessoas saudáveis apresentam urina saturada e não formam cálculos devido à ação de substâncias conhecidas como inibidores, que evitam a formação do cálculo ao nível da nucleação, crescimento ou agregação dos cristais, quando a urina não é supersaturada. Na urina supersaturada, os inibidores são incapazes de evitar a formação de cálculos. Os inibidores mais estudados são: citrato, magnésio, pirofosfato. Recentemente, novos inibidores têm sido analisados: glicosaminoglicanos, nefrocalcina, proteína de Tamm-Horsfall, além de outras glicoproteínas.

### pH
A urina ácida propicia a cristalização do ácido úrico, principalmente quando o pH for menor que 5,5.  O pH alcalino, favorece a precipitação do fosfato de cálcio e fosfato amônio-magnesiano-hexa-hidratado. Por outro lado, a solubilidade da cistina está associada a um de pH em torno de 7,0.

## Diagnóstico
Muitas vezes, a pessoa não percebe que tem cálculo renal porque a pedra é tão pequena que é expelida naturalmente junto à urina. Alguns sinais podem ser qualquer alteração na urina ou no ato de urinar, tais quais: diminuição súbita na quantidade expelida de líquido, coloração e odor alterados, muita ou pouca vontade de urinar, desconforto, ardor, leves dores na região lombar ou nas costas, febre intensa que vai embora rápido, etc. Não há diagnóstico preciso sem ajuda médica, por isso geralmente só com a chegada dos sintomas é que se percebe o desenvolvimento de um quadro. Para diagnosticar um quadro de cálculo renal antes das crises de cólica, o médico recorre a exames de urina, sangue e principalmente ultrassom. Na decorrência de uma crise - que é o momento mais comum em que o paciente recorre ao atendimento - o diagnóstico é fácil pois a dor é muito intensa.

## Sinais e sintomas
Os sintomas são variados incluindo:

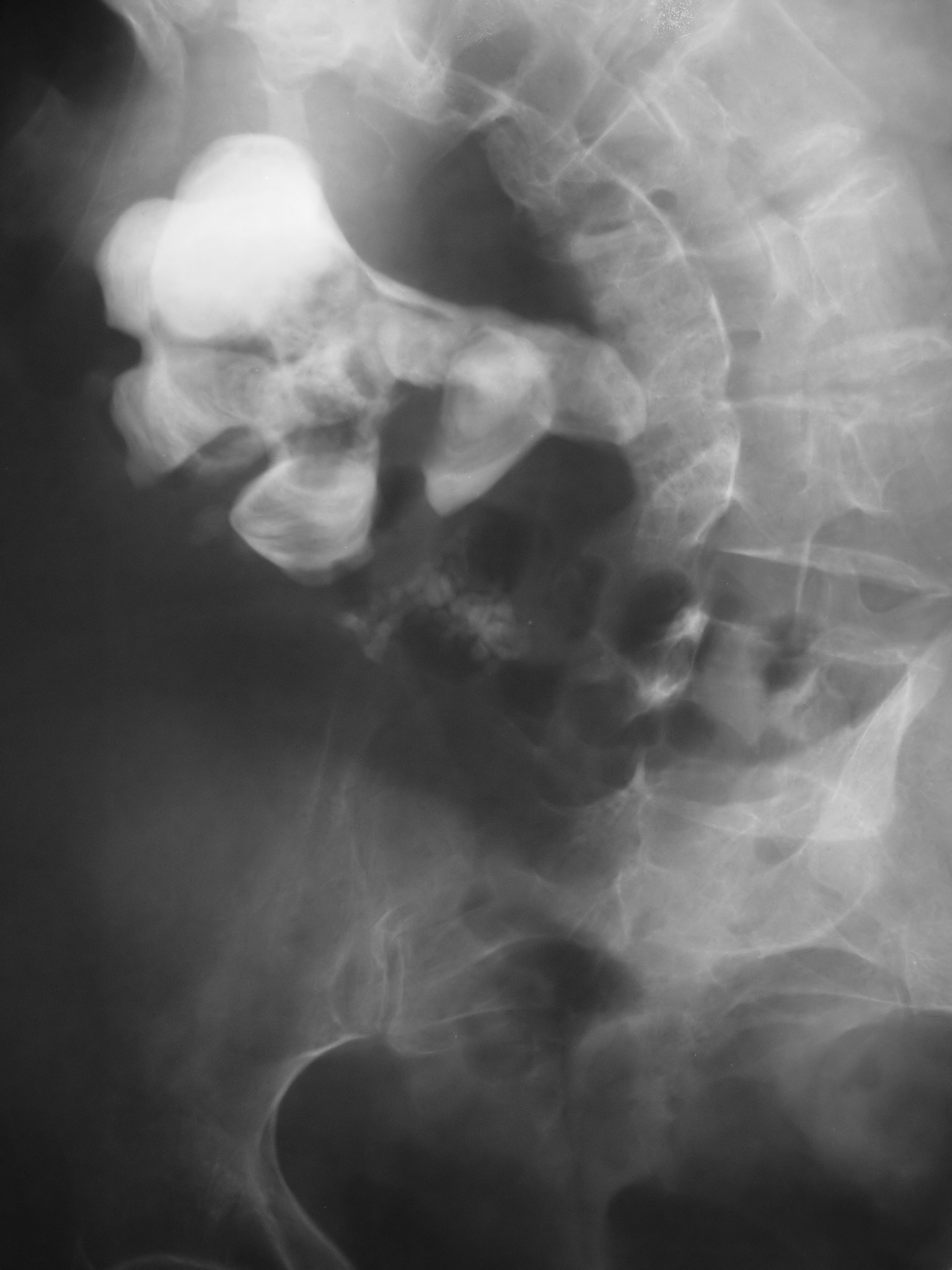
É reconhecida pela literatura médica como uma das piores dores enfrentadas pelo ser humano.

- Dor intensa nos flancos (lateral posterior);
- Dificuldades ao urinar;
- Enrijecimento, sensibilidade, inchaço e estufamento dos rins;
- Vômito;
- Calafrios;
- Febre (raro);
- Sangue na urina;
- Aumento da vontade de urinar.

A dor inicia quando há o desprendimento do cálculo de onde ele estava depositado, geralmente nas paredes internas dos rins. A própria formação de urina também gera dor, mas a dor é mais intensa quando causa o entupimento desta via e por consequência, o retenção de urina no rim. O inchaço do rim com urina acumulada causa em torno de 70% a 80% de toda a sensação de dor, o restante é causado pela agressão que o cálculo promove na mucosa interna e pelo deslocamento desse cálculo no aparelho urinário, já que as vias em sua maioria são bem estreitas.
Reconhecida pela literatura médica como uma das piores dores enfrentadas pelo ser humano (comparável a do parto, câncer ou infarto), varia por fatores diversos como a própria gravidade da enfermidade e mais a predisposição à dor, gênero, etnia do indivíduo, etc. Mas comum a todos os casos é o relato de algo marcante e facilmente percebido em que o alívio completo só se dá após a chegada ao final do aparelho urinário, já na região do pênis ou vagina, quando o cálculo para de circular e sobretudo, deixa de obstruir as vias permitindo o escoamento da urina retida no rim. Antes disso, a dor que abrange toda a região abdominal, chegando até as costas, costuma causar sofrimento implacável, podendo levar a reações que vão do leve desespero a perda momentânea dos sentidos. Dificilmente o indivíduo consegue se manter em pé, permanecendo sentado ou deitado em posições curvadas e/ou retesadas. Essas dores podem vir acompanhadas de tremedeira, fraqueza, irritabilidade, etc.
Vale ressaltar que o inchaço causado pela retenção da urina ocorre geralmente em apenas um dos rins, fazendo com que o outro trabalhe em excesso para continuar filtrando o sangue, e esse rim continua expelindo urina mesmo que com dificuldade, o que faz com que o indivíduo continue urinando, só que em pouca quantidade devido a obstrução. Esse fato, mais a morfologia e posição desse órgão impede o rim inchado de esvaziar-se, o que ocorre apenas quando a pedra atinge a bexiga.
Muitas vezes, os sintomas são acompanhados de febre. Em casos de formações maiores no entanto, em que o cálculo fica preso nas vias urinárias por vários dias, as dores relatadas são ainda piores, beirando o insuperável. Após as crises, com a saída do cálculo, o quadro evolui bastante, mas ainda pode causar alguma dor (leve) febre, infecções enxaquecas, etc. Como a dor é tratada com analgésicos e anti-inflamatórios fortes, há geralmente um processo de desintoxicação.

## Epidemiologia

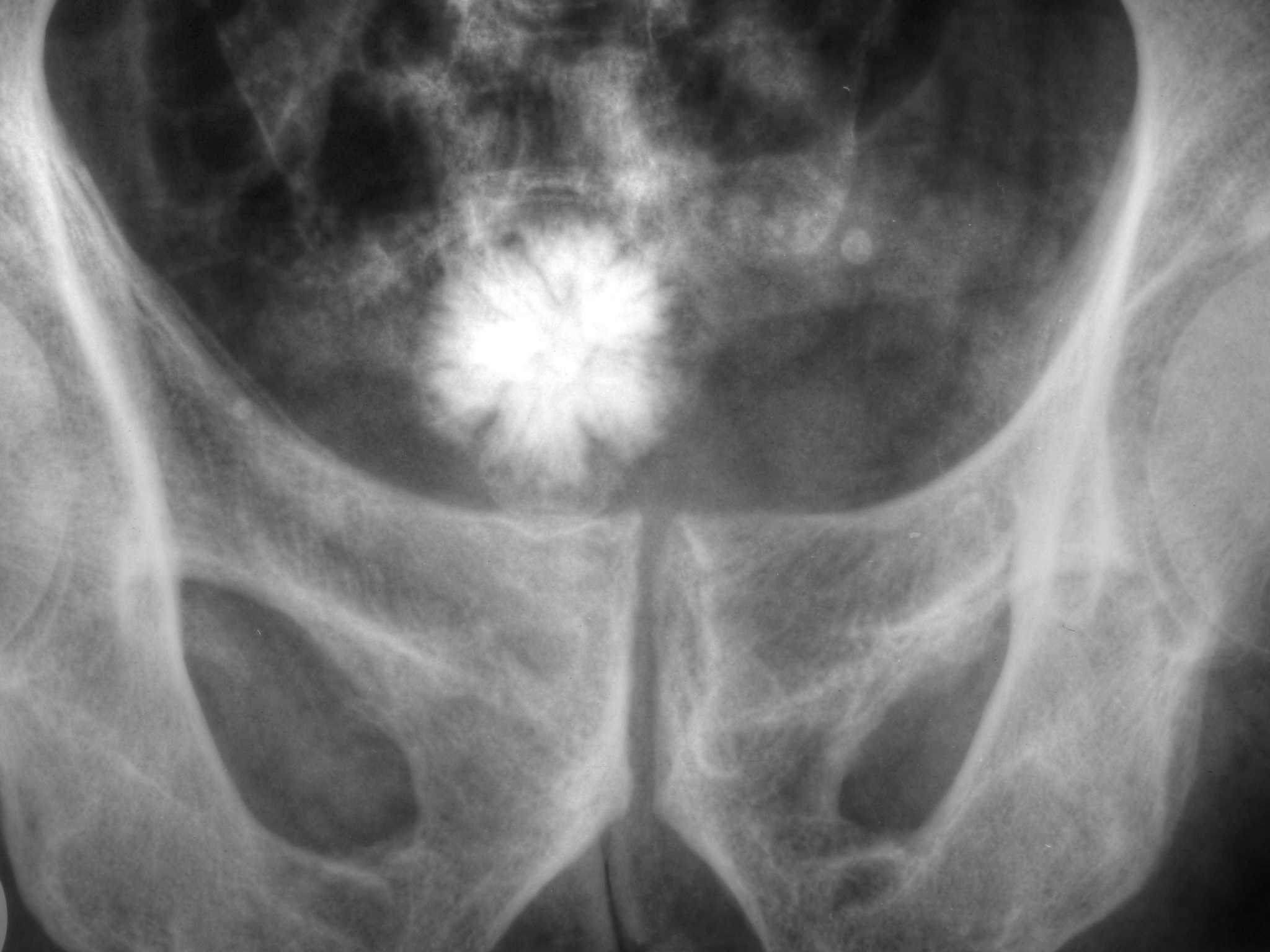
Em mulheres costuma estar mais associados a complicações como infecções urinárias e insuficiência renal.

A frequência de cálculos renais durante a vida varia imensamente entre os países, variando entre 8 e 15% em homens e entre 3 e 5% entre mulheres. É mais frequente entre os 40 e 49 anos. Pessoas que têm uma vez frequentemente têm outras vezes. A frequência tem aumentado cerca de 1% a cada década. É mais frequente em locais e épocas secas e quentes. É cerca de 3 a 6 vezes mais frequente em caucasianos (brancos), alguns nativos americanos e no sudeste asiático do que em africanos, latinos e japoneses. A incidência por ano varia entre 0,1% e 1,5%.
Cálculo renal é mais comum em pessoas com as seguintes condições:
- Diabetes tipo 2;
- Hipertensão;
- Gota;
- Doenças cardíacas;
- Obesidade.

Isso provavelmente se dá porque todos esses fatores estão associados à uma alimentação com excesso de colesterol e sal. Também é mais comum durante a gravidez e após a menopausa nas mulheres que tomam suplementos de cálcio.

## Tratamento
O tratamento convencional das crises de cálculo renal consiste na ingestão de analgésicos, os mais comuns são Escopolamina e Tramadol muitas vezes em uso concomitante (administrados por via oral ou intravascular) e a ingestão de muito líquido. Também podem ser receitados remédios tanto para promover o relaxamento do aparelho urinário, como os que ajudam na dissolução de certas substâncias da urina, como o cálcio. Muitos médicos estão utilizando atualmente um composto de fosfatos reativos (PO4) para dissolução dos cálculos renais. Em muitos casos, ainda se utiliza cirurgia. Hoje em dia, são utilizadas algumas alternativas ao bisturi, como a litotripsia extracorpórea, que consiste em submeter o paciente a ondas de choque que quebram os cálculos dentro do rim, facilitando a sua eliminação pela urina. Apesar de muito popular e muito utilizado no Brasil, este método conhecido por Litotripsia (fragmentação por ondas de choque externa), vem tendo seu uso descontinuado desde 2007 em países da América do Norte e da Europa, devido a riscos do  desenvolvimento de diabetes mellitus (16.8%) e hipertensão arterial (36.4%), o que se deve ao efeito mecânico direto da onda de choque de fragmentação sobre o rim e o pâncreas (Journal of Urology, 2006; 175 (5) : 1742 – 7).
Há ainda instrumentos que são introduzidos pela vias urinárias e que são capazes de eliminar ou retirar as pedras, este procedimento é conhecido como Endoscopia Flexível com Holmium Laser.
É recomendado procurar imediatamente um tratamento, pois o problema pode ter consequências bastante sérias. Existem riscos como a obstrução total da passagem da urina e a paralisação da filtragem do sangue pelo rim.

## Prevenção
Pessoas de risco, por exemplo, com antecedentes pessoais ou familiares de cálculos, devem beber pelo menos 2 litros de água por dia, reduzir a ingestão de carne bovina, frango e peixe e de alimentos ricos em oxalato, como amendoim, espinafres, acelgas, chocolate, chá preto, frutos secos e figos. O colágeno encontrado nas carnes e gelatina se transforma em oxalatos.
Evitar o consumo de sal e manter a ingestão de lacticínios também previne a formação de cálculos renais.